# Władysław Certowicz
Władysław Jan Certowicz (ur. 3 czerwca 1839, zm. w kwietniu 1863) – uczestnik powstania styczniowego.
Pochodził ze szlacheckiej rodziny herbu Lubicz (pierwotnie Czertowicz), był synem lubelskiego prawnika Walentego i Antoniny z Cetnerów. Ukończył gimnazjum w Lublinie i podjął studia medyczne na Uniwersytecie Kijowskim. W 1860 ożenił się z Henryką z Kuczalskich i zajął się pracą gospodarską w majątku dzierżawionym od teściów.
Działał w organizacjach konspiracyjnych przygotowujących powstanie. Po wybuchu powstania walczył w oddziale Krzyżanowskiego, poległ w bitwie pod Bahłajami. Został pochowany we wspólnej leśnej mogile.
Miał trzy córki - Józefa została żoną Artura Gruszeckiego (pisarza), Teofila była rzeźbiarką, Aniela wyszła za Leona Rogozińskiego, rolnika i działacza społecznego.